# Tipula strobliana
Tipula strobliana är en tvåvingeart som beskrevs av Alexander 1971. Tipula strobliana ingår i släktet Tipula och familjen storharkrankar. Inga underarter finns listade i Catalogue of Life.